# 오사카부 제19구
오사카부 제19구(일본어: 大阪府第19区)는 일본의 중의원 선거구이다. 

## 역사
1994년 공직선거법 개정으로 신설되었다.

## 지역
- 카이즈카시
- 이즈미사노시
- 센난시
- 한난시
- 센난군

## 역대 국회의원
| 선거          | 선거          | 의원            | 정당       |
| ------------- | ------------- | --------------- | ---------- |
|               | 1996년 제41회 | 마쓰나미 겐시로 | 신진당     |
|               | 2000년 제42회 | 마쓰나미 겐시로 | 보수신당   |
|               | 2003년 제43회 | 나가야스 다카시 | 민주당     |
| 2005년 제44회 |               | 나가야스 다카시 | 민주당     |
| 2009년 제45회 |               | 나가야스 다카시 | 민주당     |
|               | 2012년 제46회 | 마루야마 호다카 | 일본유신회 |
|               | 2014년 제47회 | 마루야마 호다카 | 유신당     |
|               | 2017년 제48회 | 마루야마 호다카 | 일본유신회 |

## 역대 선거결과

### 2017년 (제48회)
|  | 46.68% |

|  | 40.47% |

|  | 12.86% |

## 같이 보기
- 오사카부 선거구